# Eigil Hartvig Rasmussen
Eigil Hartvig Rasmussen (17. marts 1905 i København – 7. februar 1980 i Kongens Lyngby) var en dansk arkitekt, der indgik sammen med Gunnar Krohn i Krohn & Hartvig Rasmussen, nu kendt som KHR arkitekter.
Hans forældre var gartner, senere gartneriejer Poul Hartvig Rasmussen og Karen Johanne Bertoline Johansen. Han tog realeksamen 1922 og husbygningsteknikum i København 1927. Han gik på Kunstakademiets Arkitektskole 1927-1944. Undervejs var han ansat på flere tegnestuer, bl.a. hos Bent Helweg-Møller fra 1938. Hartvig Rasmussen drev egen tegnestue sammen med Rut Speyer 1942-1950 og var i kompagni med Gunnar Krohn 1946-1980. 
Han modtog K.A. Larssens Legat 1929 og Akademiets stipendium 1949. Med Krohn & Hartvig Rasmussen: Præmiering af Gentofte Kommune for Brdr. Carlsens Regnemaskinefabrik 1953, Bissens Præmie 1954, præmiering af Lyngby-Taarbæk Kommune 1973.
Han blev gift 30. september 1938 i København med arkitekt Rut Speyer (13. august 1914 i Århus), datter af arkitekt Johan Speyer og Karen Margrethe Packness. Ægteskabet blev opløst 1979.

## Værker

### Sammen med Rut Speyer
- Arbejderboliger i Holbæk (1952)
- Eget hus, Lundtoftevej 267, Hjortekær (1941)
- Statslånhuse, Lundtoftevej 265, Hjortekær og Nøjsomhedsvej 33 B, Ørholm (1944)

### Sammen med Gunnar Krohn
Se Krohn & Hartvig Rasmussen